# Hedysarum volkii
Hedysarum volkii är en ärtväxtart som beskrevs av Karl Heinz Rechinger. Hedysarum volkii ingår i släktet buskväpplingar, och familjen ärtväxter. Inga underarter finns listade i Catalogue of Life.